# Wysokie Tatry

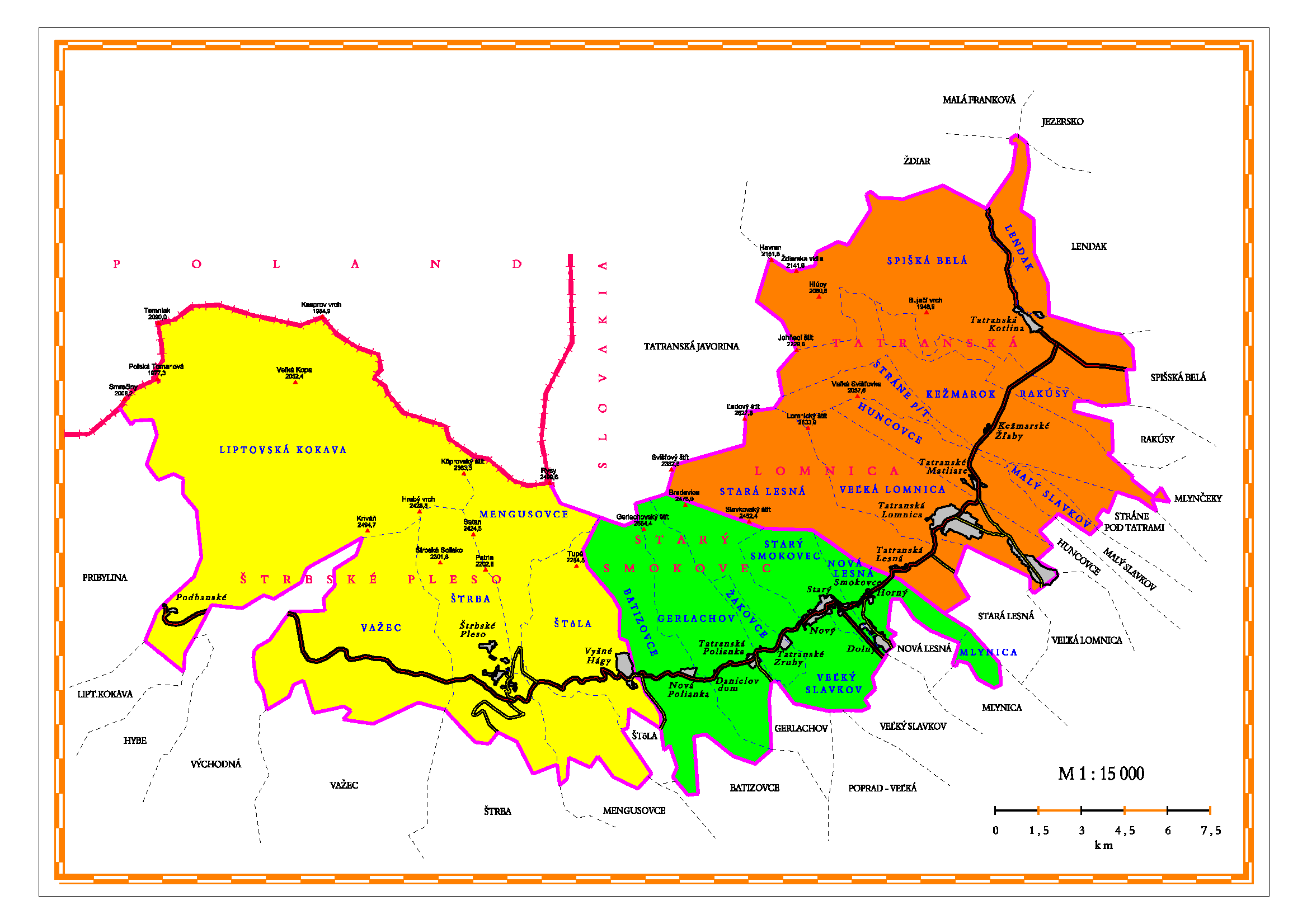
Podział miasta na wsie sprzed 1947 r.

Wysokie Tatry (słow. Vysoké Tatry) – miasto położone w słowackich Tatrach, obejmujące znaczną część tych gór. Jest drugim miastem na Słowacji pod względem powierzchni. Założone zostało w 1947 roku i ma ok. 4200 stałych mieszkańców. Składa się z 15 części – pierwotnie samodzielnych osiedli, które stopniowo integrowały się w całość. Wysokie Tatry dwukrotnie organizowały mistrzostwa świata w narciarstwie klasycznym: w 1935 i 1970 roku.
Osią transportową całego obszaru jest Droga Wolności (słow. cesta Slobody), którą turysta w ciągu godziny dostanie się z wysuniętej najdalej na zachód miejskiej części Podbańska przez wszystkie osady tatrzańskie (z wyjątkiem Dolnego Smokowca) aż do wschodniej granicy miasta do osady Tatrzańska Kotlina.
Centrum administracyjnym miasta jest Stary Smokowiec, który wraz z Tatrzańską Łomnicą i Szczyrbskim Jeziorem zaliczany jest do najważniejszych ośrodków ruchu turystycznego.
Miasto Wysokie Tatry składa się z 3 katastralnych części, a te z kolei z 15 osad:
- Szczyrbskie Jezioro (Štrbské Pleso)
  - Szczyrbskie Jezioro (Štrbské Pleso) – od 1 stycznia 2008 decyzją Sądu Najwyższego Republiki Słowackiej (Najvyšší súd Slovenskej republiky) należy do sąsiedniej gminy Szczyrba (Štrba)[6]
  - Wyżnie Hagi (Vyšné Hágy)
  - Podbańska (Podbanské)

- Stary Smokowiec (Starý Smokovec)
  - Górny Smokowiec (Horný Smokovec)
  - Dolny Smokowiec (Dolný Smokovec)
  - Nowy Smokowiec (Nový Smokovec)
  - Stary Smokowiec (Starý Smokovec)
  - Tatrzańska Polanka (Tatranská Polianka)
  - Tatrzańskie Zręby (Tatranské Zruby)
  - Nowa Polanka (Nová Polianka)

- Tatrzańska Łomnica (Tatranská Lomnica)
  - Tatrzańska Łomnica (Tatranská Lomnica)
  - Tatrzańska Kotlina (Tatranská Kotlina)
  - Tatrzańska Leśna (Tatranská Lesná)
  - Kieżmarskie Żłoby (Kežmarské Žľaby)
  - Matlary (Tatranské Matliare)

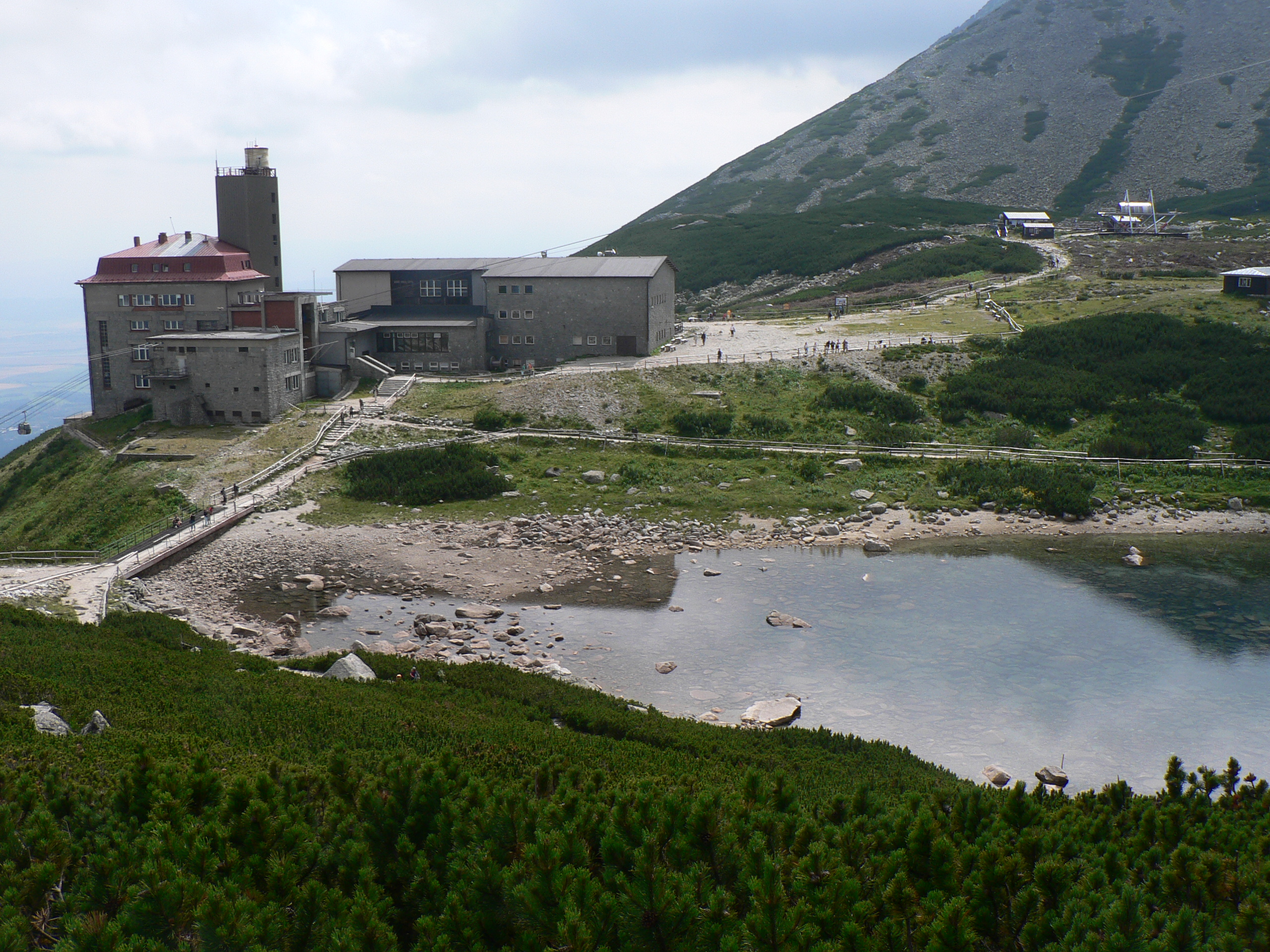
Skalnaté pleso
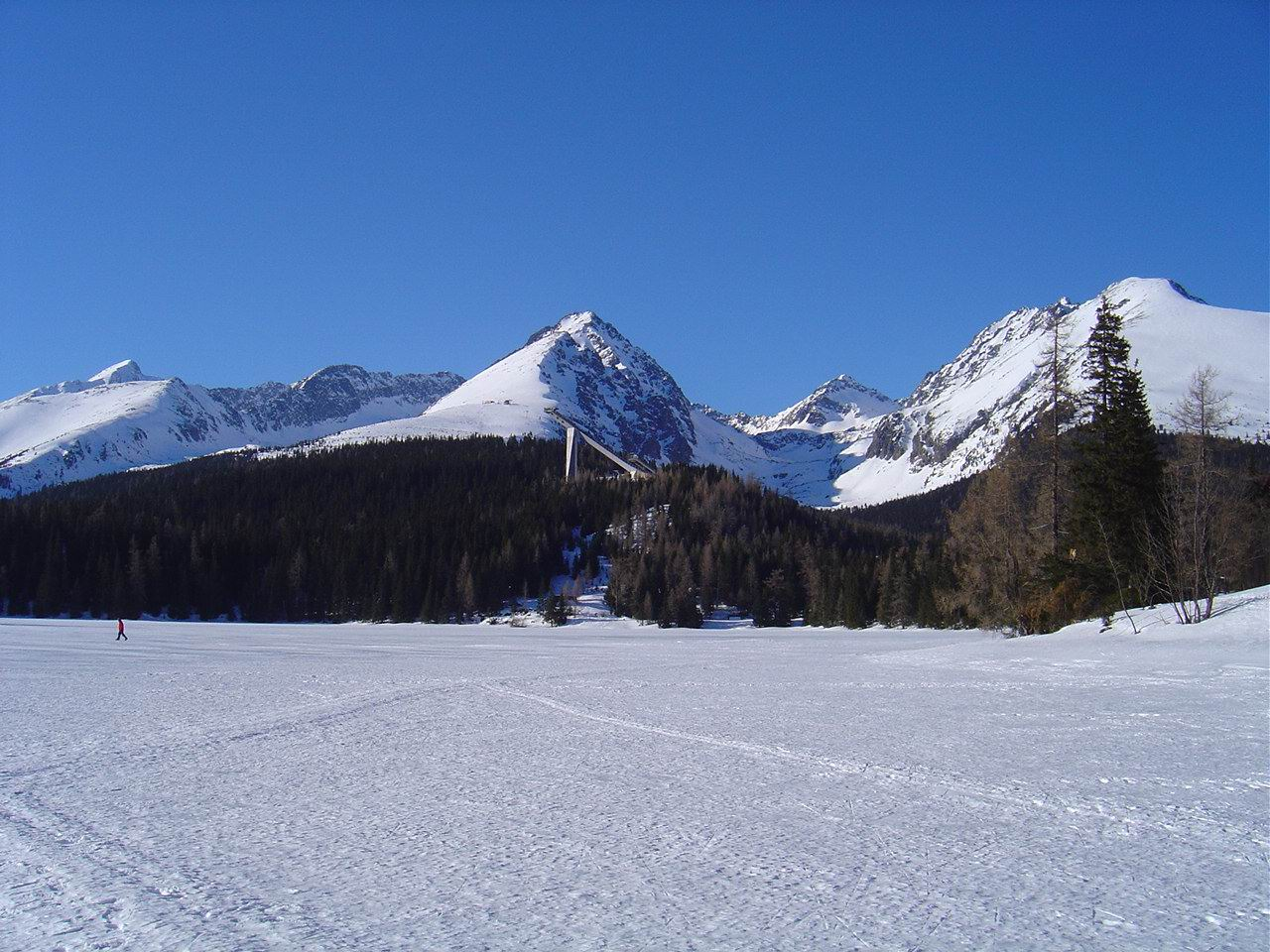
Zamarznięte Szczyrbskie Jezioro

## Miasta partnerskie
źródło:
- Bukowina Tatrzańska
- Kieżmark
- Koszyce
- Nosegawa
- Pardubice
- Poprad
- Zakopane